# Minoru Takeuchi
Minoru Takeuchi (竹内 実Takeuchi Minoru, 23 de febrero de 1971, Nishinomiya) es un exjugador de voleibol japonés que jugó como extremo-atacante para la selección masculina de Japón durante la década de 1990. Terminó en el décimo lugar en el Campeonato Mundial de 1998. Desde 2024, enseña voleibol como miembro del personal en NEC Red Rockets Academy.